# Afghanische Radsport-Frauennationalmannschaft

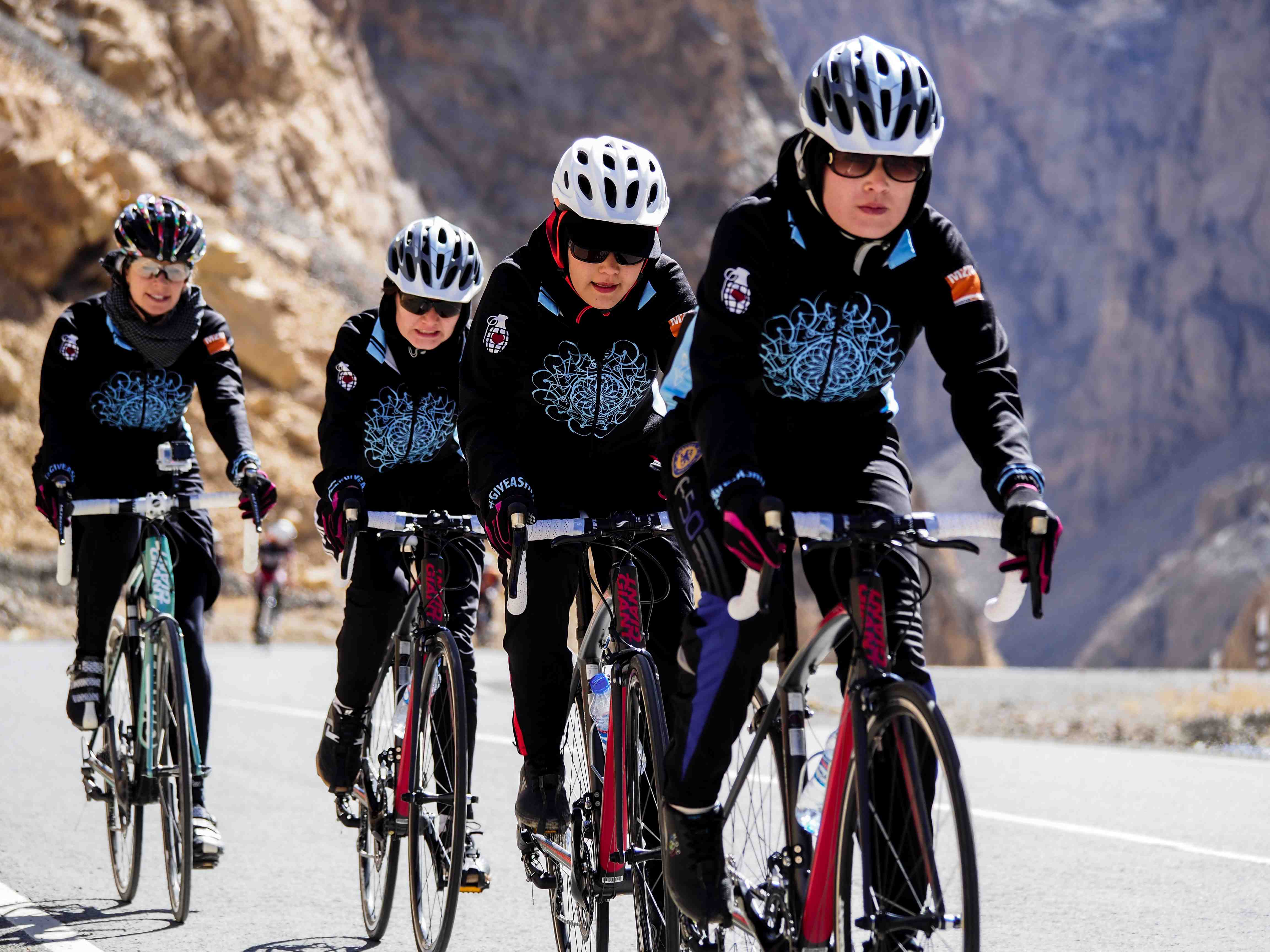
Mitglieder der Radsport-Nationalmannschaft beim Training in Afghanistan

Die afghanische Radsport-Frauennationalmannschaft war eine Gruppe von jungen Frauen in Afghanistan, die trotz zahlreicher Widrigkeiten Radsport in ihrem Heimatland betrieb. Ihr Ziel war die Qualifikation für Olympische Spiele. 2016 wurde das Team für den Friedensnobelpreis vorgeschlagen.
Die Mannschaft bestand aus rund 40 Fahrerinnen. Sie wurde von Abdul Sadiq Sadiqi trainiert, der auch Präsident des afghanischen Radsportverbandes war. 2013 war das Team die erste afghanische Frauenmannschaft, die an asiatischen Radsportmeisterschaften teilnahm. Schon ab 1986 gab es eine afghanische Radsport-Frauennationalmannschaft, die aber unter den Taliban aufhörte zu existieren. 2011 gründete Abdul Sediq ein neues Team, dem auch seine Tochter Marjan Sadiqi angehört.
Vielen Afghanen missfällt es, dass sich Frauen in knapper Sportkleidung mit Rennrädern auf der Straße zeigen, auch wenn sie den Hidschāb unter ihrem Helm tragen. Oft wurden die Teammitglieder beschimpft sowie mit Steinen und Müll beworfen. 2013 wurde eine Fahrerin absichtlich angefahren und verletzt. Deshalb absolvierte die Mannschaft ihr Training meist früh morgens oder spät abends am Stadtrand der Hauptstadt Kabul.
2016 wurde die Mannschaft für den Friedensnobelpreis nominiert. Dem war ein Aufruf des italienischen Fernsehsenders Rai 2 vorausgegangen, für eine Petition zu stimmen, das Fahrrad für den Friedensnobelpreis zu nominieren. Es sei ein „Instrument des Friedens“ und das „demokratischste Transportmittel der Menschheit“. Auch löse das Fahrrad keine Kriege aus, die oftmals wegen des Erdöls geführt würden, und es sei umweltfreundlich. Ausgehend von dieser Aktion nominierten 118 italienische Parlamentarier die afghanische Radsport-Frauennationalmannschaft für den Friedensnobelpreis.
Unterstützt wurde das afghanische Frauenradsportprogramm von der Non-Profit-Organisation Mountain2Mountain der US-amerikanischen Aktivistin Shannon Galpin, die auch ein Buch über das Team verfasste. Die Fahrradmarke Liv von Giant, die auf Räder für Frauen spezialisiert ist, unterstützte das Team mit Rädern und weiterer Ausrüstung. Die Nominierung für den Nobelpreis, so Galpin, habe die Unerschrockenheit und den Mut dieser Frauen erkannt, sich die Straßen und ihr Recht auf Fahrräder zurückzuerobern.
2013 wurde ein Kurzfilm über die Mannschaft gedreht. Der längere Dokumentarfilm Afghan cycles kam 2018 in die Kinos.
2017 scheiterte das Projekt jedoch vorläufig. Es kam zu Korruptionsvorwürfen und Streit zwischen Galpin und Sadiki, einige Mitglieder beantragten auf Reisen der Mannschaft Asyl. Inzwischen bildeten sich unabhängig voneinander Frauenabteilungen in Radsportverereinen. Nach dem Rückzug der ausländischen Truppen und der Machtübernahme der Taliban im August 2021 wurde es für Frauen nahezu unmöglich, weiterhin Radsport auf öffentlichen Straßen in Afghanistan zu betreiben. Manche Radsportlerinnen versteckten sich aus Angst um ihr Leben, andere flüchteten aus dem Land.
Im Oktober 2022 richtete der Weltradsportverband UCI eine afghanische Straßenmeisterschaft für Frauen im schweizerischen Aigle aus, wo die UCI ihren Sitz hat. Es nahmen rund 50 Sportlerinnen teil, die alle außerhalb ihres Heimatlandes lebten.  Es siegte die Fahrerin Fariba Hashimi, vor ihrer Schwester Yulduz (2.) und Zahra Rezayee (3.).